# کمان (فیلم ۲۰۰۵)
کمان (کره‌ای: 활) فیلمی به نویسندگی و کارگردانی کیم کی دوک محصول سال ۲۰۰۵ است. این فیلم مانند دیگر فیلم‌های کیم کی دوک، دیالوگ‌های بسیار کمی دارد و مملو از نمادها است. 

## خلاصه فیلم
برای حدود ۱۰ سال، یک دختر ۱۶ ساله و یک پیرمرد در یک کشتی کوچک لنگرانداخته در دریای آزاد که مکانی شناخته‌شده برای ماهی‌گیران مبتدی است زندگی می‌کنند. آن‌ها قصد دارند در سالگرد ۱۷ سالگی دختر با یکدیگر ازدواج کنند اما وقتی تیمی از ماهی‌گیران از جمله یک دانشجوی جوان از کشتی بازدید می‌کنند این برنامه دچار مشکل می‌شود.

## حضور در جشنواره فیلم کن
کمان در سال ۲۰۰۵ در جشنواره فیلم کن حضور داشت و در بخش نوعی نگاه نامزد بهترین فیلم شد. 

## جوایز
| سال  | جایزه                                  | دسته                                      | نامزدی     | نتیجه    |
| ---- | -------------------------------------- | ----------------------------------------- | ---------- | -------- |
| ۲۰۰۵ | جشنواره فیلم کن                        | جایزه نوعی نگاه                           | کیم کی دوک | نامزدشده |
| ۲۰۰۵ | جشنواره فیلم شب‌های سیاه تالین استونی   | جایزه تماشاگران                           | کیم کی دوک | برنده    |
| ۲۰۰۵ | جشنواره هنر فیلمبرداری کامریمیج لهستان | قورباغه طلایی بهترین فیلمبرداری           | سئونگ جانگ | نامزدشده |
| ۲۰۰۶ | جشنواره فیلم فانتاسپورتو پرتغال        | جایزه ویژه هیئت داوران بخش اورینت ایکسپرس | کیم کی دوک | برنده    |
| ۲۰۰۶ | جشنواره فیلم مار دل پلاتا آرژانتین     | بهترین فیلم                               | کیم کی دوک | نامزدشده |